# 范东升
范东升（1951年—），现任汕头大学长江新闻与传播学院院长。

## 生平
生于中国北京，其父范长江为中华民国大陆时期《大公报》的一位著名通讯记者。1977年，范东升参与了文革结束后恢复的第一次高考，并在1978年考入了北京大学中文系新闻专业；在获得学士学位后又进入中国人民大学新闻系学习，并获硕士学位。曾任中国新闻社专稿部主任、《华声月报》杂志社社长及总编辑、香港亚洲文化公司副总经理、美国《侨报》社长兼编委会主任等等职务。现任汕头大学长江新闻与传播学院院长。